# 國士無双
『國士無双』（こくしむそう、旧字体：國士無雙）は、1932年（昭和7年）製作・公開、伊勢野重任原作・脚本、伊丹万作監督による日本の長篇劇映画、サイレント映画である。新字体表記『国士無双』。
先駆的映画表現が評価され、昭和7年度キネマ旬報ベストテン6位を獲得。諧謔と風刺の精神をもつ明朗な「ナンセンス時代劇」として知られ、『赤西蠣太』（1936年）と並ぶ伊丹の代表作であり、サイレント時代の日本の喜劇映画の代表作とされる。しかし、作品の映像フィルムは21分間しか現存していない（#発掘・復元を参照）。
テレビドラマとして1958年（昭和33年）に1回、1961年（昭和36年）に2回、1966年（昭和41年）に1回（『伊勢伊勢守異聞』）、劇場用映画としては1962年（昭和37年）に『あべこべ道中』（あべこべどうちゅう）のタイトル、1986年（昭和61年）に『国士無双』のタイトルでそれぞれリメイクされている。

## 略歴・概要

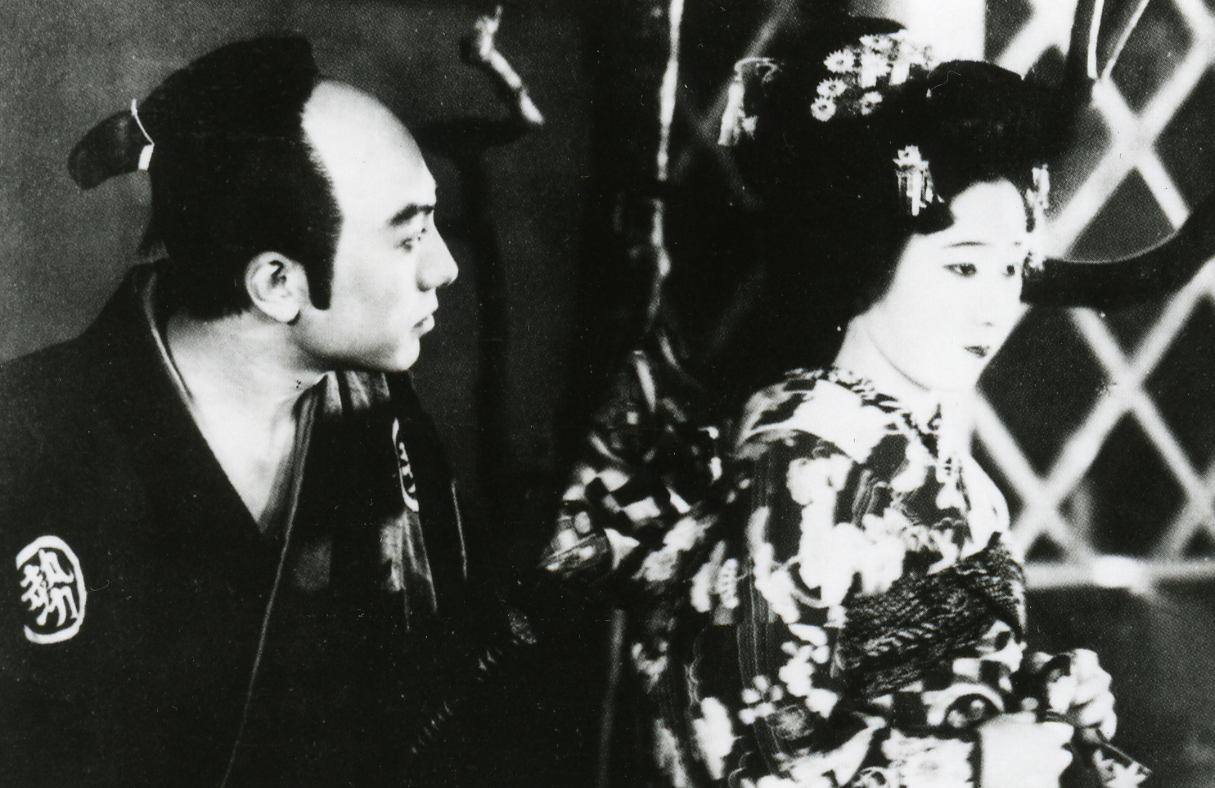
『國士無双』（1932年）のスチル写真。左・片岡千恵蔵、右・山田五十鈴。

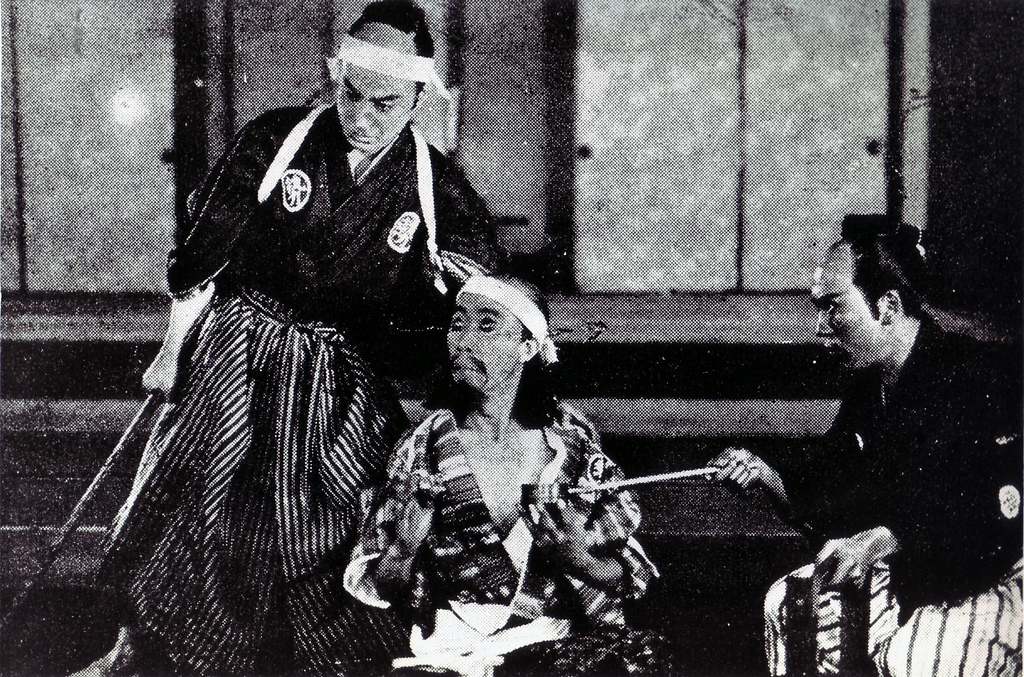
『國士無双』（1932年）のスチル写真。左・片岡千恵蔵、中央・高勢実乗。

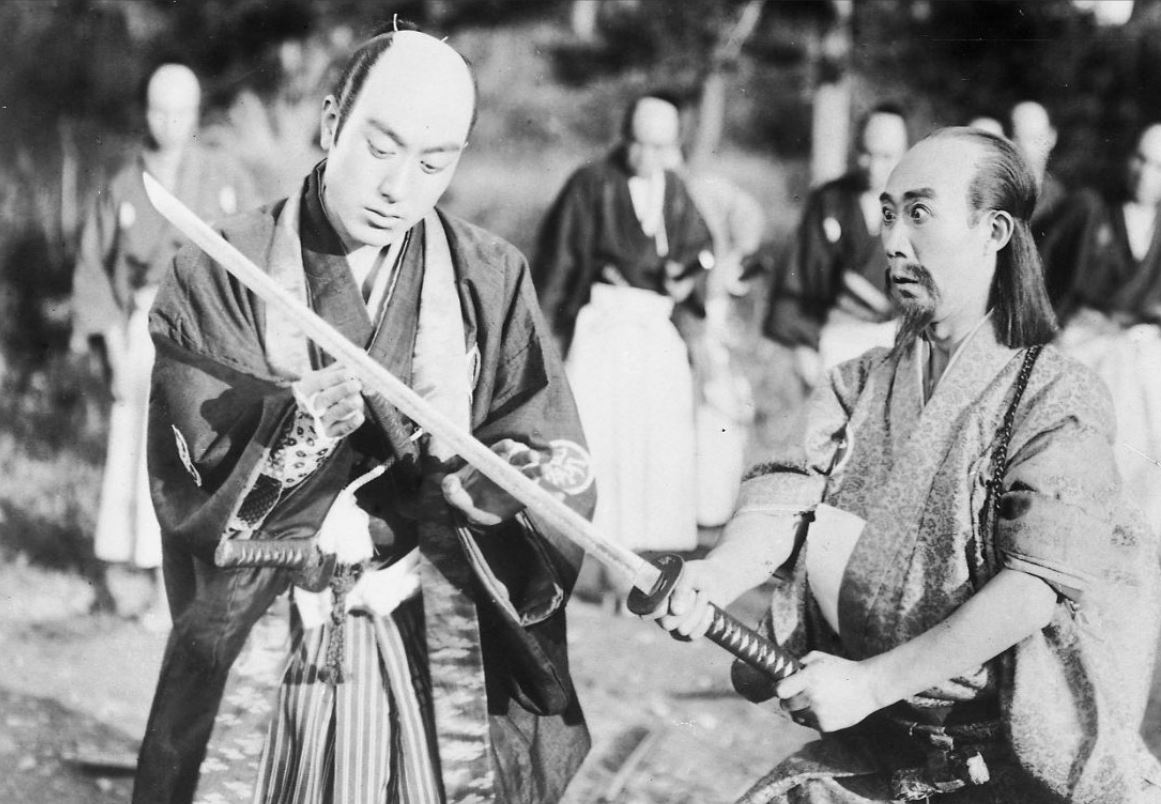
『國士無双』（1932年）のスチル写真。左・片岡千恵蔵、右・高勢実乗。

### 成立
伊丹万作の旧制中学校時代の後輩で、当時満28歳の伊勢野重任のオリジナル脚本によるデビュー作であり、白川小夜子の「千恵プロ入社第1回作品」として公開された。日本映画データベース等の一部資料には、伊勢野は原作のみで脚本は伊丹万作とするものもあるが、当時の配給元の日活データベースやのちに発掘されたプリントのクレジットによれば、原作・脚本ともに伊勢野の作である。同様に、一部資料には伊勢野を伊丹のペンネームとするものもあるが、伊勢野は日本シナリオ作家協会に著作権を信託する実在の脚本家であり、伊丹とは別人である。本作は、公開当時すでに「ナンセンス時代劇」と呼ばれており、そのニヒリズムと映画表現は高く評価され、岸松雄、友田純一郞、飯田心美、滋野辰彦、北川冬彦ら同時代の映画人・批評家が賞讃し、昭和7年度キネマ旬報ベストテン6位を獲得した。伊勢野によるオリジナル脚本は、1958年（昭和33年）1月発行の『日本映画代表シナリオ全集1』（キネマ旬報社）、1961年（昭和36年）11月15日発行の『伊丹万作全集 第3巻』（筑摩書房）、1966年（昭和41年）2月発行の『日本映画シナリオ古典全集2』（キネマ旬報社）、2009年（平成21年）2月6日に発売されたリメイク版『国士無双』の特別特典封入付録にそれぞれ収録されている。
本作は、片岡千恵蔵が代表を務める片岡千恵蔵プロダクションが製作、嵯峨野の自社撮影所でセット撮影が行われた。当時満27歳であった主演の片岡の相手役・お八重役を務めた山田五十鈴は、日活京都撮影所所属の女優であり、当時満14歳であった。お八重の父・本物の伊勢伊勢守（いせ いせのかみ）演じた高勢実乗は、おなじく日活京都撮影所の所属俳優であり当時満41歳、1915年（大正4年）以来17年の映画界でのキャリアがあった。仙人を演じた伴淳三郎も、同撮影所の所属俳優であり、当時は千恵蔵より若くまだ満24歳であり、本作の出演ののちには東京の大都映画に移籍している。角力する武士を演じた中村紅果までが日活所属であり、出演者のなかで片岡千恵蔵プロダクション所属であったのは、瀬川路三郎、沢村寿三郎、香川良介、渥美秀一郎、林誠之助、矢野武男、新人の白川小夜子である。スタッフについては、監督の伊丹、脚本の伊勢野以外では、同プロダクション所属の撮影技師・石本秀雄のほかの人物についての資料もなく、不明である。

### 評価
本作を配給した日活では、同年の正月映画は、前年12月31日封切、片岡千恵蔵主演の『水野十郎左衛門』（監督清瀬英次郎、製作片岡千恵蔵プロダクション）と、日活京都撮影所のスター大河内伝次郎主演の『御誂次郎吉格子』（監督伊藤大輔）であり、正月第2弾は同年1月7日公開、沢田清主演の『討入以前』（監督辻吉郎）であった。正月第3弾が同月14日封切の本作であり、通常1週で終了のところ、日活のメイン館である浅草公園六区の富士館では、2週ぶち抜きで興行され、正月第4弾が飛ばされて、次の現代劇作品2本立てが同月29日公開に延期された。本作の興行的ヒットと批評界における高評価は、剣戟スターとしての片岡千恵蔵、および彼の製作会社である片岡千恵蔵プロダクションのその後の作品傾向を、「明るい時代劇」に方向づけることになった。本作において、徹底的に虚仮にされる本物の伊勢伊勢守を演じた高勢実乗は、本作をもって「道化演技」を確立し、デビュー以来の憎々しい敵役から、三枚目俳優への転身を図る転機となった。
公開当時を知る辻久一（野上徹夫）は、本作に代表される作風から伊丹を「考へる映画作家」と評し、北川冬彦は同様に、従来韻文的だったとする映画に初めて散文を持ち込んだ「散文作家」と評した。筈見恒夫は、『映画五十年史』において、1920年代後半の左翼的な傾向映画以降の作品として本作を位置づけ、「肩ひじ張つて絶叫したところで、どうにもなるような世の中ではなかつた。そういう時勢を見透した聰明な知識人である伊丹は」「逆説と皮肉のうちに世の中の眞實に触れようとした。洒落のめし、笑いのめした対象の中には、苦い後あじがある」とし、「それが伊丹の本体である」と論評した。北川冬彦は、本作について「この世に何物も正しいものはない、また正しくないものもない」という伊丹の人生観を思う存分述べた作品としている。
市川崑は本作の公開当時、旧制中学校の生徒であったが、本作を観て感銘を受け、映画に志を立てたという。土屋好生によれば、伊丹万作は市川崑にとって好きな監督であり、とりわけ本作については『天晴れ一番手柄 青春銭形平次』等において明白な影響がみられるという。加藤泰は、本作公開の約1か月前、1931年（昭和6年）12月18日に公開された小林正原作・脚本、内田吐夢監督の『仇討選手』を「時代劇の傑作喜劇二本」と評している。森一生は、好きな映画として本作を挙げ、伊丹を師と仰いでおり、山田宏一は森の初期作からは影響がうかがえるとして、森を「伊丹万作の後継者と言える」と評した。片岡千恵蔵プロダクションで助監督を経験した毛利正樹は、『赤西蠣太』で伊丹のセカンド助監督を務め、伊丹に師事し、本作の影響も受けたという。
同作の上映用プリントは長らく散逸しており、「幻の名作」であり「フィルムは現存しない」とされていた。見ることのできない映画であるという現実を超えて、日本映画の歴史上の傑作として評価は高く、公開後60年近くが経過した1989年（平成元年）に発行された『大アンケートによる日本映画ベスト150』にもランクインしている。佐藤忠男は、リアルタイムで見ることができず、断片を観たのみではあるが、「この断片からしても、おそらくはチャップリンに匹敵する才気煥発の諷刺とペーソスをもったスラップスティック・コメディの逸品であって、これがサイレント時代の日本の時代もの喜劇映画の代表作として映画史に記されていることもうなずける」と記す。冨士田元彦は、本作に観られる特徴として、「俳諧的抒簡潔」「文の省略法」「時代劇の内面化」「意表をつくユーモアとウィット」を指摘している。蓮實重彦にあっては伊丹の評価は低く、現存する他作品や本作の復元版断片を観ても「まったく演出のできない、いいショットのひとつもない人」と評した。

### 発掘・復元
公開後60年が過ぎた1990年代に、本作の公開当時に家庭用として普及されたパテベビー用の9.5mmフィルムによる21分尺の短縮編集版の存在がわかり、映画批評家の山根貞男の協力により、大阪のプラネット映画資料図書館がこれを35mmフィルムに復元、1996年（平成8年）に行なわれた第9回東京国際映画祭の「ニッポン・シネマ・クラシック」部門で上映された。この35mmフィルムによる復元版プリントは、東京国立近代美術館フィルムセンターにも所蔵されて1999年（平成11年）に同センターで上映されている。発掘されたプリントによれば、瀬川路三郎が演じた浪人甲が「尾羽内烏之亟」（おばね うちからすのじょう）、渥美秀一郎が演じた浪人乙が「伊賀左馬亮」（いか さまのすけ）という役名でそれぞれクレジットされている。同復元版35mmプリントの上映上の問題点は、フィルムスピードが「18fps」である点で、トーキー以降の通常の35mm用映写機は「24fps」であり、速度切替機能のない映写機ではオリジナルスピードでの上映が不可能である点である。そこで名古屋シネマテークでの上映に際し、「18fps」あるいは「24fps」で上映できる16mm用映写機のために16mmフィルムによるプリントも作成された。84分尺のオリジナルに対して、25％の長さに相当する21分尺のこの復元版には、贋者と本物の伊勢伊勢守の対面と最初の試合、本物が敗北して仙人のもとで修行するシーンが含まれている。同復元版は、2001年（平成13年）にイタリアで行われた第20回ポルデノーネ無声映画祭での「日本のサイレント映画」特集でも、同年10月15日に上映されている。
一方、この短縮版21分が発掘される以前から、マツダ映画社は松田春翠（二代目、1925年 - 1987年）のコレクションによる「8分尺」の上映用プリントの断片を所有している。「21分尺」のプラネット/フィルムセンター版と「8分尺」のマツダ版の両方を上映・説明した活動写真弁士の片岡一郎の指摘によれば、前者には最初の試合シーンは存在するが、後者には前者に存在しない「贋者」と修行後の「伊勢伊勢守」とのラストの試合シーンが存在するという。このことから、内田吐夢が監督した『土』について、東ドイツ（現在のドイツ）の国立映画保存所版93分とロシアのゴスフィルモフォンド版24分をあわせて117分の「最長版」をフィルムセンターが作成した実績、あるいは溝口健二が監督した『瀧の白糸』について、谷天朗寄贈のフィルムセンター版と京都府京都文化博物館所蔵・共和教育映画所蔵版とをあわせて102分の「最長版」をフィルムセンターが作成した実績等もあり、同様の手法による『國士無双』の最長版の実現の重要性を片岡は主張している。1986年（昭和61年）に公開されたリメイク版『国士無双』を監督した保坂延彦によれば、同作の製作を開始するにあたって観た、1982年（昭和57年）ころの時点でのマツダ映画社版は「2分50秒尺」であったという。
2013年（平成25年）1月現在、本作のビデオグラムについては、単独では存在しておらず、保坂版リメイク『国士無双』のDVDにプラネット/フィルムセンター版からの部分抜粋で収録されたもの、松田春翠製作・演出によるドキュメンタリー映画『阪妻 - 阪東妻三郎の生涯』のDVDにマツダ映画社版からの部分抜粋で収録されたもののみである。

### リメイク
リメイクに関しては、オリジナルを原作として、リメイク作ごとにそれぞれ異なる脚本家が立っており、細部はそれぞれ微妙に異なっている。リメイク版は劇場用映画であればすべてトーキー、テレビドラマであってもすべて音声が存在し、オリジナル同様のサイレント映画ではなく、セリフ等の創設が必要である。1962年版「あべこべ道中」では河野寿一監督により、トーキーでありながら随所にサイレント映画のような文字画面が挿入され、ポップな画面作りがされていたり、コマ落としであえてサイレント時代のコミカルな人物の動きを再現する演出が施されている。また、保坂延彦監督の1986年版『国士無双』では、保坂の師・菊島隆三によって、文楽や歌舞伎の要素を盛り込んだものになっているという。
| 配役        | 贋者       | 八重       | 伊勢伊勢守   | 浪人甲     | 浪人乙     | お七/お初  | 仙人       |
| ----------- | ---------- | ---------- | ------------ | ---------- | ---------- | ---------- | ---------- |
| 1932年 原作 | 片岡千恵蔵 | 山田五十鈴 | 高勢実乗     | 瀬川路三郎 | 渥美秀一郎 | 白川小夜子 | 伴淳三郎   |
| 1962年版    | 東千代之介 | 北原しげみ | 山形勲       | 多々良純   | 本郷秀雄   | 北原しげみ | 瀬川路三郎 |
| 1986年版    | 中井貴一   | 原田美枝子 | フランキー堺 | 岡本信人   | 火野正平   | 原日出子   | 笠智衆     |

## スタッフ・作品データ
- 監督 : 伊丹万作
- 原作・脚本 : 伊勢野重任[3][4]
- 撮影 : 石本秀雄

- 製作 : 片岡千恵蔵プロダクション
- 上映時間（巻数 / メートル） : 84分（8巻 / 2,301メートル）[4]、復元版21分[2][37] / 断片版8分[41]
- フォーマット : 白黒映画 - スタンダードサイズ（1.37:1） - 18fps - サイレント映画
- 公開日 :  日本 1932年1月14日、 イタリア 2001年10月15日[40]
- 配給 :  日活、 第20回ポルデノーネ無声映画祭（フィルムセンター復元版21分）[39][40]
- 初回興行 : 浅草公園六区・富士館
- 昭和7年度キネマ旬報ベストテン6位
- 平成元年（1989年）「大アンケートによる日本映画ベスト150」（文藝春秋発表）第89位

## キャスト
- 片岡千恵蔵 - 贋者
- 山田五十鈴 - お八重
- 瀬川路三郎 - 浪人甲（尾羽内烏之亟）
- 沢村寿三郎 - 古着屋七郎兵衛
- 香川良介 - おけらの八兵衛
- 香川澄江 - 姉御
- 高勢実乗 - 伊勢伊勢守
- 白川小夜子 - お七
- 渥美秀一郎 - 浪人乙（伊賀左馬亮）
- 中村紅果 - 角力する武士
- 林誠之助 - 門弟
- 矢野武男 - 仁義する若者
- 伴淳三郎 - 仙人

## ストーリー
「武士道華やか過ぎしころ」の話である。尾羽内烏之亟（瀬川路三郎）、伊賀左馬亮（渥美秀一郎）の2人の浪人が、さもしいプランを考えた。「武芸十八般の本家本元・総元締、将軍家御指南番」つまりは当代随一の剣豪である「伊勢伊勢守」に仕える者を名乗れば豪遊ができる、ということで、たんなる通りがかりの青年（片岡千恵蔵）を贋の「伊勢伊勢守」に仕立て上げることにした。しかしこの贋者、浪人どもの浅ましさに呆れて去っていく。浪人たちは怒り、「伊勢伊勢守」を名乗る贋者が存在することを、本物の伊勢伊勢守（高勢実乗）に密告する。そのことを知らぬ贋は、暴漢に襲われた見ず知らずの娘・お八重（山田五十鈴）を救出する。贋はお八重の父に会い、名を問われ「伊勢伊勢守」だと名乗る。ところがお八重の父こそが本物の伊勢伊勢守であった。伊勢守は贋に対決を挑むが、贋は強く、当代随一の剣豪のはずの本物の伊勢伊勢守は、これに敗北する。
本物の伊勢伊勢守は、自らの威信を賭けて、山奥に籠り、仙人（伴淳三郎）のもとで修行を開始した。3年が過ぎた。強くなったはずの本物の伊勢伊勢守は、「本物が贋者に負けたためしは古今東西、歴史にない」と贋に再度対決を挑み、しかしながら敗北する。「正しい者が正しくない者に負けた」。本物の伊勢伊勢守はその名を贋に譲ることを申し出るが、贋は「正しい者が勝つのではない。強い者が勝つのだ」「自分には贋も本物もない」と言い放ち、本物の伊勢伊勢守の娘・お八重を連れて、去っていく。やがて雪が二人の上に降り積もり、二つの雪だるまができるのであった。

## 1958年KR版
『国士無双』（こくしむそう）は、1958年（昭和33年）に放映された日本のテレビドラマである。『東芝日曜劇場』の第82回として製作され、同年6月22日に放送された。

### スタッフ・作品データ
- 脚本 : 丸根賛太郎
- 演出 : 不明
- 原作 : 伊丹万作

- 製作 : KRテレビ
- 番組名 : 東芝日曜劇場 （第82回）
- 放映日 : 1958年6月22日
- 放送時間	: 21:15-22:15 （60分番組）

### キャスト
- 南原伸二（南原 宏治）
- 沢村国太郎
- 殿山泰司
- 恩田清二郎
- 安部徹
- 冨田仲次郎
- 天草四郎
- 河内桃子

## 1961年フジテレビ版
『国士無双』（こくしむそう）は、1961年（昭和36年）に放映された日本のテレビドラマである。一話完結の連続テレビドラマシリーズ『侍』の第28回（最終回）として製作され、同年5月14日に放送された。

### スタッフ・作品データ
- 脚本 : 丸根賛太郎
- 演出 : 小川秀夫
- 原作 : 伊丹万作、伊勢野重任

- 製作 : フジテレビジョン、関西テレビ放送
- 番組名 : 侍 （第28回・最終回）
- 放映日 : 1961年5月14日
- 放送時間	: 21:00-21:45 （45分番組）

### キャスト
- 北村和夫
- 河津清三郎
- 谷晃
- 川口知子
- 山本礼三郎
- 江幡高志
- 小林昭二
- 小玉修司
- 上田吉二郎
- 簡野典子
- 芝田新
- 今橋恒
- 二見忠男

## 1961年NHK版
『国士無双』（こくしむそう）は、1961年（昭和36年）に放映された日本のテレビ映画である。『テレビ指定席』の1作として製作され、同年12月16日に放映された。

### スタッフ・作品データ
- 脚本 : 石山透
- 演出 : 中山尭
- 原作 : 伊勢野重任

- 製作 : 日本放送協会
- 番組名 : テレビ指定席
- 放映日 : 1961年12月16日
- 放送時間	: 20:00-21:00 （60分番組）

### キャスト
- フランキー堺
- 青山京子
- 馬渕晴子
- 安部徹
- 中村是好
- 藤原釜足
- 武内亨
- 江幡高志

## 1962年版
『あべこべ道中』（あべこべどうちゅう）は、1962年（昭和37年）に製作・公開された日本の長篇劇映画、トーキーである。伊丹万作監督、片岡千恵蔵主演の最初の作品『國士無双』に浪人甲（尾羽内烏之亟）役で出演した瀬川路三郎が、本作では仙人役で出演している。

### スタッフ・作品データ
- 企画 : 栄井賢
- 監督 : 河野寿一
- 原作 : 伊勢野重任
- 脚本 : 加藤泰、瓜生忠夫
- 撮影 : 松井鴻
- 照明 : 上田耕太郎
- 録音 : 墨関治
- 美術 : 塚本隆治
- 編集 : 神田忠男
- スチル写真 : 杉本昭三
- 音楽 : 高橋半

- 製作 : 東映京都撮影所
- 上映時間（巻数 / メートル） : 83分（7巻 / 2,282メートル）
- フォーマット : 白黒映画 - 東映スコープ（2.35:1） - モノラル録音
- 映倫番号 : 12723
- 公開日 :  日本 1962年5月9日
- 配給 :  東映
- 初回興行 : 銀座・丸の内東映劇場

### キャスト
- 東千代之介 - 贋伊勢守
- 山形勲 - 伊勢伊勢守
- 多々良純 - 浪人甲（甲氏）
- 本郷秀雄 - 浪人乙（乙氏）
- 北原しげみ - 八重/お初（二役）
- 吉川雅恵 - ばあや
- 源八郎 - 老門弟
- 和崎隆太郎 - 若門弟
- 山城新伍 - ケラの十兵衛
- 時田一男 - 乾分
- 加藤浩 - うわばみ弥太五郎
- 五里兵太郎 - 医者
- 汐路章 - 赤柿渋右衛門
- 鈴木金哉 - 海野月也
- 林彰太郎 - 山坂転太
- 吉田義夫 - 羽黒月仙
- 大泉滉 - 軟派侍
- 浜田伸一 - 無頼漠
- 明日香実 - 役人A
- 唐沢民賢 - 役人B
- 小田真士 - 役人C
- 中村竜三郎 - 奉行
- 大城泰 - 群衆甲
- 河村満和 - 群衆乙
- 有馬宏治 - まるやの亭主
- 鳳衣子 - まるやの内儀
- 三原有美子 - 本陣の娘
- 木島修次郎 - 岡場所の迫手A
- 智村清 - 岡場所の追手B
- 島田秀雄 - 取次ぎの侍
- 佐々木松之丞 - 七郎兵衛
- 波多野博 - 瓦版売り
- 疋田圀男 - 役人
- 野村鬼笑 - 寺の和尚
- 若井緑郎 - 町役
- 藤川弘 - 胆煎り
- 熊谷武 - 年寄り
- 瀬川路三郎 - 仙人
- 石丸勝也 - 田舎者A
- 香住佐久良夫 - 田舎者B
- 伊吹幾太郎 - 田舎者C
- 矢奈木邦二郎 - 末広の亭主
- 山田光子 - 末広の内儀
- 坂東京三郎 - 美男の侍
- 名護屋一 - 角力をとる侍

### ストーリー
いくつものサイレントの剣戟映画が描いた武士道華やかなりしころの世界が終わり、「武士道華やか過ぎしころ」、ある春の話である。街道筋を行く「将軍家指南番」、当代随一の剣豪である伊勢伊勢守（山形勲）の大行列のかたわらに、名もない浪人2人、甲氏（多々良純）、乙氏（本郷秀雄）がいた。羨望するあまり、彼らは、さもしいプランを考えた。あの「伊勢伊勢守」に仕える者を名乗れば豪遊ができる、ということで、傍若無人の田舎者（東千代之介）を贋の「伊勢伊勢守」、贋伊勢守に仕立て上げることにした。侍らしい姿に仕上げ、料亭で豪遊。翌日は弁当も2つずつ持たされ、すべて伊勢伊勢守に遠慮なく請求せよ、と言って、すべてが通った。しかし贋伊勢守が財布を拾い、この件で大げんかとなり、贋伊勢守は浪人たちと訣別、財布はやるが、弁当と名前はもらったと言って立ち去る。甲氏・乙氏が財布を開けるとなにも入っておらず、くやしさいっぱいで、本物の伊勢伊勢守に「贋者登場」の密告に参上する。
贋伊勢守はその後、羽黒月仙（吉田義夫）なる豪傑と出会い、道場破りに出かけるが、贋伊勢守が名を名乗ると、羽黒は慌てて逃げ出し、道場はカネをくれた。その後、どの道場に顔を出しても、名を名乗るだけで、道場を破られることを恐れて、贋伊勢守にカネを渡すのであった。そんなあるとき、無頼漠（浜田伸一）たちや軟派侍（大泉滉）の魔の手から見ず知らずの娘・八重（北原しげみ）を救出する。贋伊勢守は、ばあや（吉川雅恵）たちとともに迎えに来た八重の父に会い、名を問われ「伊勢伊勢守」だと名乗る。ところが八重の父こそが本物の伊勢伊勢守であった。伊勢伊勢守は贋伊勢守に真剣による対決を挑むが、柄杓で応戦する贋伊勢守は意外に強く、当代随一の剣豪のはずの本物の伊勢伊勢守は、これに敗北する。ショックを受けた本物の伊勢伊勢守は、自らの威信を賭けて、山奥に籠り、仙人（瀬川路三郎）のもとで修行を開始した。
贋伊勢守は、身投げをしようとする見ず知らずの娘・お初（北原しげみ・二役）を助け、五両のカネが必要なお初のために、八重にこれを借りる。しかし最初の借金は五両でも、身投げを助けた後に遊郭に売られ、わずかの間に五十両にふくれあがっていた。贋伊勢守はこれをも八重に借りようと手紙を書き、遊郭の下女に渡し、伊勢伊勢守の令嬢に渡せという。下女は贋伊勢守に名を問い、やはり「伊勢伊勢守だ」と名乗ると、下女は震え上がった。そういうわけで、晴れてお初を連れて逃げ、江戸を離れ、ケラの十兵衛（山城新伍）の客分となる。そこに八重がやってきて、瓜二つの女同士の贋伊勢守をめぐる恋愛対決となる。贋伊勢守はうんざりだ。
そうこうするうちに、強くなったはずの本物の伊勢伊勢守から再度の決着のための果し状が届く。双子山の頂上で、伊勢伊勢守は贋伊勢守と対決するが、しかしながら敗北する。贋伊勢守は、伊勢伊勢守に八重とお初に立派な婿を捜してやれと頼むが、八重もお初も、そんな贋伊勢守を不満に思う。立ち去ろうとする贋伊勢守のあとを、ふたりともが花嫁衣裳の出で立ちで追いかけてくる。贋伊勢守はこの映画を観てきた観客に向けて「いやはや女は苦手です」と愚痴をこぼす。

## 1966年NET版
『伊勢伊勢守異聞』（いせいせのかみいぶん）は、1966年（昭和41年）に放映された日本のテレビドラマである。『ナショナルゴールデン劇場』の第4回、かつ中村錦之助（のちの萬屋錦之介）を主演とした『中村錦之助ドラマ集』第2回として製作され、同年9月15日に放送された。

### スタッフ・作品データ
- 脚本 : 早坂曉
- 演出 : 廣瀬三夏
- 原作 : 伊丹万作『國士無双』

- 製作 : NET 日本教育テレビ
- 番組名 : ナショナルゴールデン劇場 （第4回）、『中村錦之助ドラマ集』第2回
- 放映日 : 1966年9月15日
- 放送時間	: 22:00-23:00 （60分番組）

### キャスト
- 中村錦之助
- 佐々木愛
- 伊藤雄之助
- 井上孝雄
- 山茶花究

## 1986年版
『国士無双』（こくしむそう）は、1986年（昭和61年）に製作・公開された日本の長篇劇映画、トーキーである。監督の保坂延彦によれば、保坂の『父と子』（1983年公開）の次作としてその完成直後にサンリオによって製作が開始されたが、1982年（昭和57年）の一応の完成ののち、1年を経て、同社専務取締役であった荻洲照之がスピンオフして設立した映像製作・書籍出版社サンレニティのもとで、喜多嶋修を起用して音楽ダビングをやり直して完成したのが、現行の公開ヴァージョンであるという。2009年（平成21年）2月6日、アップリンクから本作のDVDが発売された際には、伊丹万作監督の復元版『國士無双』の一部が特典映像として収録された。

### スタッフ・作品データ
- 製作 : 荻洲照之、西岡善信
- プロデューサー : 藤井浩明
- 監督 : 保坂延彦
- 原案 : 伊勢野重任、伊丹万作
- 脚本 : 菊島隆三
- 撮影 : 村井博
- 照明 : 中岡源権
- 録音 : 矢野口文雄
- 美術 : 西岡善信
- 編集 : 中静達治
- 助監督 : 萩谷泰夫
- スチル写真 : 小山田幸生
- 音楽 : 喜多嶋修

- 製作 : サンレニティ
- 製作協力 : 映像京都
- 上映時間（巻数 / メートル） : 105分
- フォーマット : カラー映画 - アメリカンビスタサイズ（1.85:1） - モノラル録音
- 映倫番号 : 110989
- 公開日 :  日本 1986年10月25日
- 配給 :  サンレニティ（洋画系）
- 第11回報知映画賞最優秀助演女優賞受賞（原田美枝子）
- 第10回日本アカデミー賞最優秀助演女優賞受賞（原田美枝子）[52]

### キャスト
- 中井貴一 - にせ
- 原田美枝子 - 八重
- 原日出子 - お初
- 岡本信人 - 瀬高（原作における浪人甲）
- 火野正平 - 小鹿（原作における浪人乙）
- セント - 近藤
- ルイス - 土方
- 笠智衆 - 仙人
- 江波杏子 - オケラのお六
- 中村嘉葎雄 - 羽黒月仙
- フランキー堺 - 伊勢伊勢守

### ストーリー
「武士道華やか過ぎしころ」の話である。瀬高（岡本信人）と小鹿（火野正平）の2人の浪人が、さもしいプランを考えた。「将軍家御指南番」つまりは当代随一の剣豪である「伊勢伊勢守」に仕える者を名乗れば豪遊ができる、ということで、人選の挙げ句、とぼけた感じの若者（中井貴一）をにせの「伊勢伊勢守」に仕立て上げることにした。「伊勢伊勢守」の威光を借りて飲めや歌えの大騒ぎ、しかし「にせ」が財布を拾い、この件で大げんかとなる。浪人たちは怒り、「伊勢伊勢守」を名乗る贋者が存在することを、本物の伊勢伊勢守（フランキー堺）に密告する。
「にせ」は、偶然出会った居合抜きの達人・羽黒月仙（中村嘉葎雄）とともに道場破りに行くが、「にせ」が道場で「伊勢伊勢守」だと名乗ると、羽黒も道場の男も逃げ出して、カネを差し出す始末である。なんだかわからないまま「にせ」は道場に行っては「伊勢伊勢守」だと名乗り、カネを得ることを繰り返す。そんなあるとき、「にせ」は、暴漢に襲われた見ず知らずの娘・八重（原田美枝子）を救出する。「にせ」は、八重の父に会い、名を問われ「伊勢伊勢守」だと名乗る。ところが八重の父こそが本物の伊勢伊勢守であった。伊勢守は「にせ」に対決を挑むが、「にせ」は強く、当代随一の剣豪のはずの本物の伊勢伊勢守は、これに敗北する。
「本物が贋者に負けたためしは古今東西、歴史にない」と、本物の伊勢伊勢守は、自らの威信を賭けて、山奥に籠り、仙人（笠智衆）のもとで修行を開始した。「にせ」は身投げをしようとする見ず知らずの娘・お初（原日出子）を助け、五十両のカネが必要なお初のために、「にせ」は八重にこれを借りる。「にせ」は八重とお初に思いを寄せられるが、お初に別れを告げる。修行から戻り、強くなったはずの本物の伊勢伊勢守は、「にせ」に再度対決を挑み、しかしながら敗北する。「にせ」が勝ったときの約束の通り、本物の伊勢伊勢守の娘・八重を連れて、「にせ」は去っていく。